# Oomima badia
Oomima badia är en insektsart som beskrevs av Berg 1879. Oomima badia ingår i släktet Oomima och familjen lyktstritar. Inga underarter finns listade i Catalogue of Life.